# 葉室定藤
葉室 定藤（はむろ さだふじ、永禄元年（1558年） - 天正8年10月29日（1580年12月5日））は、戦国時代から安土桃山時代にかけての公家。初名は長教。権中納言・葉室頼房の子。官位は従四位上・左中弁。

## 経歴
永禄5年（1562年）従五位下に叙爵。元亀2年（1571年）元服して昇殿を許されるとともに、従五位上・兵部権少輔に叙任される。右衛門佐を経て、元亀4年（1573年）右少弁に任ぜられると、弁官に五位蔵人を兼ねて、天正2年（1574年）正五位下、天正4年（1576年）正五位上、天正5年（1577年）左少弁と昇進する。またこの間、天正7年（1579年）長教から定藤に改名した。
天正8年（1580年）左中弁兼蔵人頭（頭弁）に任ぜられるとともに、2月に従四位下、3月に従四位上と続けて昇叙されるが、10月29日卒去。享年23。定藤には男子がいなかったため、甘露寺家を継いでいた弟の経家が葉室家に戻って葉室頼宣と改名し跡を継いだ。

## 官歴
『諸家伝』による。
- 永禄5年（1562年） 正月6日：従五位下
- 元亀2年（1571年） 11月15日：元服、昇殿、従五位上、兵部権少輔
- 元亀3年（1572年） 閏正月9日：右衛門佐
- 元亀4年（1573年） 正月16日：右少弁
- 天正2年（1574年） 正月5日：正五位下
- 天正4年（1576年） 6月24日：喪父。日付不詳：除服出復任。9月25日：五位蔵人。12月18日：正五位上
- 天正5年（1577年） 正月18日：左少弁
- 天正7年（1579年） 2月17日：長教から定藤に改名
- 天正8年（1580年） 正月5日：右中弁。2月19日：従四位下、蔵人頭。3月24日：従四位上、左中弁。10月29日：卒去

## 系譜
『系図纂要』による。
- 父：葉室頼房
- 母：秦重清の娘
- 妻：不詳
- 養子女
  - 男子：葉室頼宣（1571-1610） - 実は葉室頼房の子